# Green Bay Packers 1968
La stagione 1968 dei Green Bay Packers è stata la 48ª della franchigia nella National Football League. Sotto la direzione del capo-allenatore al primo anno Phil Bengtson, la squadra terminò con un record di 6–7–1 record, terminando terza nella Central Division della Western Conference.
Fu la prima stagione dei Packers con un record negativo in un decennio e segnò un punto di svolta nella storia della squadra, iniziando un periodo di declino noto come "Gory Years". Dal 1968 al 1991, Green Bay ebbe solo cinque stagioni con un record positivo (1969, 1972, 1978, 1982, 1989) e raggiunse i playoff solo due volte (1972, 1982), con una vittoria (1982).
Poche settimane dopo la vittoria del Super Bowl II nel gennaio 1968, Vince Lombardi si dimise da capo-allenatore ma rimase come general manager, con il coordinatore difensivo Phil Bengston che fu promosso. Lombardi lasciò a fine stagione per allenare i Washington Redskins. 

## Roster
| Roster dei Green Bay Packers nel 1968 |
| --- |
| Quarterback - Zeke Bratkowski - Don Horn - Bart Starr - Billy Stevens Running Back - Donny Anderson P - Jim Grabowski - Chuck Mercein - Elijah Pitts Wide Receiver - Carroll Dale - Boyd Dowler - Dave Dunaway - Claudis James - Bucky Pope Tight End - Marv Fleming Offensive Linemen - Ken Bowman - Gale Gillingham - Forrest Gregg - Dick Himes - Bob Hyland - Jerry Kramer - Bill Lueck - Francis Peay - Bob Skoronski Defensive Linemen - Lionel Aldridge - Bob Brown - Leo Carroll - Leon Crenshaw - Willie Davis - Henry Jordan - Ron Kostelnik Linebacker - Lee Roy Caffey - Fred Carr - Ray Nitschke - Jim Flanigan Sr. - Dave Robinson - Phil Vandersea Defensive Back - Herb Adderley - Tom Brown - Doug Hart - Bob Jeter - John Rowser - Gordon Rule - Willie Wood Special Team - Mike Mercer K - Travis Williams |
| Legenda - I rookie sono in corsivo. - Il primo ruolo è il principale mentre gli eventuali successivi indicano i ruoli secondari. - (IR) sta per Injured Reserve ed indica la lista ristretta per un solo giocatore infortunato che può tornare ad allenarsi dopo la settimana 6 e a rientrare in prima squadra dopo che questa ha giocato 8 partite. - (NF-Inj.) / (NF-Ill.) stanno rispettivamente per Non-Football Injured e Non-Football Illness ed indicano le liste dove viene inserito un giocatore che ha un infortunio o una malattia non dipendente dal football americano. - (PUP) sta per Physically Unable to Perform ed indica la lista dove viene inserito un giocatore mentre è in attesa di recuperare la condizione fisica. Nella stagione regolare dopo la sesta partita giocata dalla propria squadra, il giocatore ha tempo tre settimane per riprendere ad allenarsi, più tre settimane aggiuntive dal suo rientro agli allenamenti per rientrare in prima squadra. |

## Calendario
| Stagione regolare |              |                        |           |        |                               |          |
| Turno             | Data         | Avversario             | Risultato | Record | Stadio                        | Pubblico |
| 1                 | 17 settembre | Detroit Lions          | P 17–17   | 0–0–1  | Lambeau Field                 | 50,861   |
| 2                 | 24 settembre | Chicago Bears          | V 13–10   | 1–0–1  | Lambeau Field                 | 50,861   |
| 3                 | 1 ottobre    | Atlanta Falcons        | V 23–0    | 2–0–1  | Milwaukee County Stadium      | 49,467   |
| 4                 | 8 ottobre    | at Detroit Lions       | V 27–17   | 3–0–1  | Tiger Stadium                 | 57,877   |
| 5                 | 15 ottobre   | Minnesota Vikings      | S 7–10    | 3–1–1  | Milwaukee County Stadium      | 49,601   |
| 6                 | 22 ottobre   | at New York Giants     | V 48–21   | 4–1–1  | Yankee Stadium                | 62,585   |
| 7                 | 30 ottobre   | at St. Louis Cardinals | V 31–23   | 5–1–1  | Busch Memorial Stadium        | 49,792   |
| 8                 | 5 novembre   | at Baltimore Colts     | S 10–13   | 5–2–1  | Memorial Stadium              | 60,238   |
| 9                 | 12 novembre  | Cleveland Browns       | V 55–7    | 6–2–1  | Milwaukee County Stadium      | 50,074   |
| 10                | 19 novembre  | San Francisco 49ers    | V 13–0    | 7–2–1  | Lambeau Field                 | 50,861   |
| 11                | 26 novembre  | at Chicago Bears       | V 17–13   | 8–2–1  | Wrigley Field                 | 47,513   |
| 12                | 3 dicembre   | at Minnesota Vikings   | V 30–27   | 9–2–1  | Metropolitan Stadium          | 47,693   |
| 13                | 9 dicembre   | at Los Angeles Rams    | S 24–27   | 9–3–1  | Los Angeles Memorial Coliseum | 76,637   |
| 14                | 17 dicembre  | Pittsburgh Steelers    | S 17–24   | 9–4–1  | Lambeau Field                 | 50,861   |

Note: gli avversari della propria conference sono in grassetto.
| Stagione regolare |              |                        |           |        |                          |          |
| Turno             | Data         | Avversario             | Risultato | Record | Stadio                   | Pubblico |
| 1                 | 15 settembre | Philadelphia Eagles    | V 30–13   | 1–0    | Lambeau Field            | 50,861   |
| 2                 | 22 settembre | Minnesota Vikings      | S 13–26   | 1–1    | Milwaukee County Stadium | 49,346   |
| 3                 | 29 settembre | Detroit Lions          | S 17–23   | 1–2    | Lambeau Field            | 50,861   |
| 4                 | 6 ottobre    | at Atlanta Falcons     | V 38–7    | 2–2    | Atlanta Stadium          | 58,850   |
| 5                 | 13 ottobre   | Los Angeles Rams       | S 14–16   | 2–3    | Milwaukee County Stadium | 49,646   |
| 6                 | 20 ottobre   | at Detroit Lions       | P 14–14   | 2–3–1  | Tiger Stadium            | 57,302   |
| 7                 | 28 ottobre   | at Dallas Cowboys      | V 28–17   | 3–3–1  | Cotton Bowl              | 74,604   |
| 8                 | 3 novembre   | Chicago Bears          | S 10–13   | 3–4–1  | Lambeau Field            | 50,861   |
| 9                 | 10 novembre  | at Minnesota Vikings   | S 10–14   | 3–5–1  | Metropolitan Stadium     | 47,644   |
| 10                | 17 novembre  | New Orleans Saints     | V 29–7    | 4–5–1  | Milwaukee County Stadium | 49,644   |
| 11                | 24 novembre  | at Washington Redskins | V 27–7    | 5–5–1  | D.C. Stadium             | 50,621   |
| 12                | 1 dicembre   | at San Francisco 49ers | S 20–27   | 5–6–1  | Kezar Stadium            | 47,218   |
| 13                | 7 dicembre   | Baltimore Colts        | S 3–16    | 5–7–1  | Lambeau Field            | 50,861   |
| 14                | 15 dicembre  | at Chicago Bears       | V 28–27   | 6–7–1  | Wrigley Field            | 46,435   |

Note: gli avversari della propria conference sono in grassetto.

## Classifiche
| NFL Central       |   |   |   |      |       |       |     |     |     |
|                   | V | S | P | %    | DIV   | CONF  | PF  | PS  | STR |
| Minnesota Vikings | 8 | 6 | 0 | .571 | 4–2   | 6–4   | 282 | 242 | V2  |
| Chicago Bears     | 7 | 7 | 0 | .500 | 3–3   | 5–5   | 250 | 333 | S1  |
| Green Bay Packers | 6 | 7 | 1 | .462 | 1–4–1 | 2–7–1 | 281 | 227 | V1  |
| Detroit Lions     | 4 | 8 | 2 | .333 | 3–2–1 | 4–5–1 | 207 | 241 | S1  |

Nota:  i pareggi non venivano conteggiati ai fini della classifica fino al 1972.